# Канальне шифрування
Канальне шифрування — тип шифрування, при якому криптографічному перетворенню піддаються всі дані, що проходять через задіяні канали зв'язку, включаючи текст повідомлення, а також технічну інформацію про його  маршрутизацію, комунікаційний протокол і т.д.

## Концепція

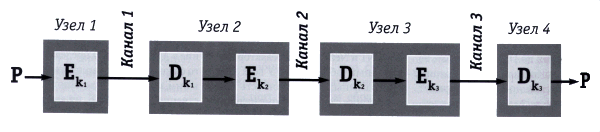
Канальне шифрування

При канальному шифруванні шифруються абсолютно всі дані, що проходять через кожен канал зв'язку. У цьому випадку учасники передачі даних (наприклад,  комутатор) будуть розшифровувати вхідний  потік, щоб його обробити, потім зашифровувати й передати на наступний вузол мережі.
Канальне шифрування є ефективним засобом захисту інформації в  комп'ютерних мережах. Через те, що шифрується вся інформація, у потенційного зловмисника немає додаткової інформації про те, хто є джерелом даних, кому вони направляються і так далі. Додатково каналом можна передавати випадкову бітову послідовність, щоб сторонній спостерігач не зміг відстежити початок і кінець трансльованого повідомлення.
При такому способі шифрування схожими ключами необхідно забезпечити суміжні вузли.

## Недоліки канального шифрування
Основний недолік канального шифрування полягає в необхідності шифрувати дані при передачі кожним каналом мережі. Порушення вказаної умови ставить під загрозу безпеку мережі. Вартість реалізації канального шифрування у великих мережах може виявитися нерентабельною.
Шифрування службових даних вимагає реалізацію такого ж захисту на пристроях проміжної комунікації (шлюзах, ретрансляторах).
Шифрування службової інформації може призвести до появи статистичних закономірностей в зашифрованих даних, що впливає на надійність захисту й накладає обмеження на використання криптографічних алгоритмів.